# Chaetodon litus
El pez mariposa Chaetodon litus es un pez marino, de la familia de los Chaetodontidae. 
Su nombre común en idioma rapanui es Tipi tipi'uri, en inglés Easter Island Butterflyfish, o pez mariposa de Easter Island, que es la denominación inglesa de la isla de Pascua o Rapa Nui, en lengua nativa.

## Morfología
Posee la morfología típica de su familia, cuerpo ovalado y comprimido lateralmente, aunque en su caso, su perfil es más cuadrangular. El perfil dorsal de la cabeza es claramente cóncavo.
La coloración general del cuerpo es gris oscuro, con escamas acabadas en blanco, que le dan reflejos plateados. Las aletas dorsal, pélvicas y anal, están contorneadas con una línea fina en color blanco. Y el extremo de la boca también es blanco.
Tiene 13 espinas dorsales, entre 23 y 25 radios blandos dorsales, 3 espinas anales, y entre 19 y 20 radios blandos anales.
Alcanza los 15.5 cm de largo.

## Hábitat y distribución
Especie asociada a arrecifes rocosos de origen volcánico, con crecimiento prolífico de algas marrones. Los juveniles frecuentan piscinas soleadas de bajamar con crecimiento coralino. Los juveniles, en ocasiones, desparasítan a otras especies de peces grandes. Es una especie común, con poblaciones estables.
Su rango de profundidad está entre 1 y 25 metros.
Se distribuye en aguas subtropicales del océano Pacífico sudeste. Es especie endémica de la isla de Pascua, Rapa Nui en la lengua nativa, o Easter island en inglés; situada a 3.500 km de la costa continental chilena.

## Alimentación
Se alimenta de gusanos poliquetos, percebes, gambas y huevos de peces.

## Reproducción
Son dioicos, o de sexos separados, ovíparos, y de fertilización externa. El desove sucede antes del anochecer. Forman parejas durante el ciclo reproductivo, pero no protegen sus huevos y crías después del desove.